# Bedfordshire
Bedfordshire (pronúncia /ˈbɛdfədʃə/) és un comtat situat cap al centre d'Anglaterra. La seva capital és la ciutat de Bedford. Té frontera amb els comtats de Cambridgeshire a l'est i nord-est, Northamptonshire al nord, Buckinghamshire a l'oest, i Hertfordshire a l'est i sud-est. Aquest comtat és del tipus comtat cerimonial, cosa que vol dir que la seva àrea coincideix aproximadament amb el comtat homònim que es va crear en època feudal i que va pertànyer al regne de Mèrcia.
És el quart comtat més densament poblat d'Anglaterra i més de la meitat de la població està concentrada en dues ciutats: Luton (236.000) i Bedford (102.000). El punt més elevat de la seva geografia està a 243 metres, als Dunstable Downs, turons que formen part del massís dels Chilterns.
El nom tradicional aplicat a la gent de Bedfordshire és "Clangers", que té a veure amb una empanada típica d'aquesta zona, farcida de carn de xai per un extrem i de melmelada per l'altre.

## Geografia

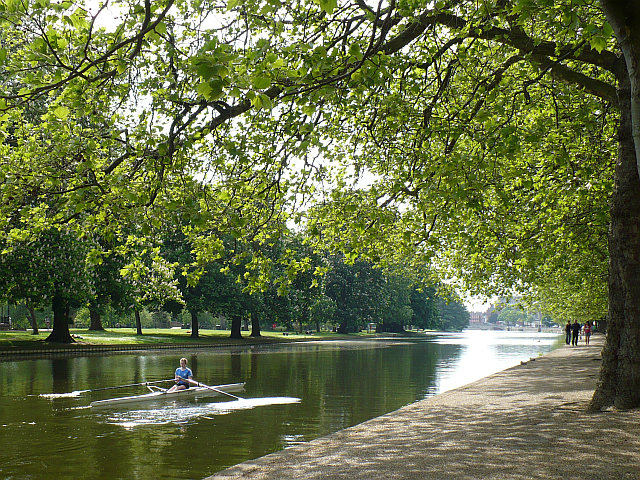
El Gran Ouse a Bedford

A la part sud de la contrada hi ha un massís de creta anomenat Chilterns. La resta del territori és una àmplia conca fluvial, que aporta aigua al riu Gran Ouse i als seus afluents. La major part de la roca de Bedfordshire són argiles i sorra procedents dels períodes Juràssic i Cretaci, més grups de roca calcària, la creta. Aquesta argila s'ha fet servir tradicionalment per l'elaboració de maons del tipus Fletton a la vall del Marston. L'erosió glacial de la creta va deixar nòduls de reble intercalats, que s'han extret per emprar-los en la construcció i, en fer-ho, ha quedat un buit que ha ocupat l'aigua i així s'han format els llacs del Priory Country Park, Wyboston i Felmersham. El Greensand Ridge és una altra elevació del relleu que va aproximadament des de Leighton Buzzard fins a Gamlingay, a Cambridgeshire.

## Història
La primera vegada que apareix escrit el nom del comtat és el 1011, amb la forma Bedanfordscir, la qual cosa indica que va sorgir a l'entorn de la població de Bedford, un lloc escollit pels angles per la seva situació propera al riu. El comtat estava organitzat administrativament en nou hundreds: Barford, Biggleswade, Clifton, Flitt, Manshead, Redbournestoke, Stodden, Willey, Wixamtree, més la ciutat lliure de Bedford. Bedforshire va estar repartit entre els regnes de Mèrcia i Essex. Amb el tractat de Wedmore va passar a ser territori del Danelaw, però va ser recuperat pel rei Eduard el Vell (919-921). L'any 1016 Canut II de Dinamarca va arrasar tota la comarca. Bedfordshire no va oferir gaire resistència a Guillem el Conqueridor, tot i que segons consta al Domesday Book hi va haver una completa substitució dels senyors. El primer comte de Bedford (earl of Bedford) va ser Hugh Beaumont, nomenat el 1138, però va ser degradat i el títol es va crear per segona vegada el 1366 a favor d'un noble francès, Enguerrand VII, senyor de Coucy. L'any 1377, després de Ricard II d'Anglaterra, el títol va recaure en el tron.

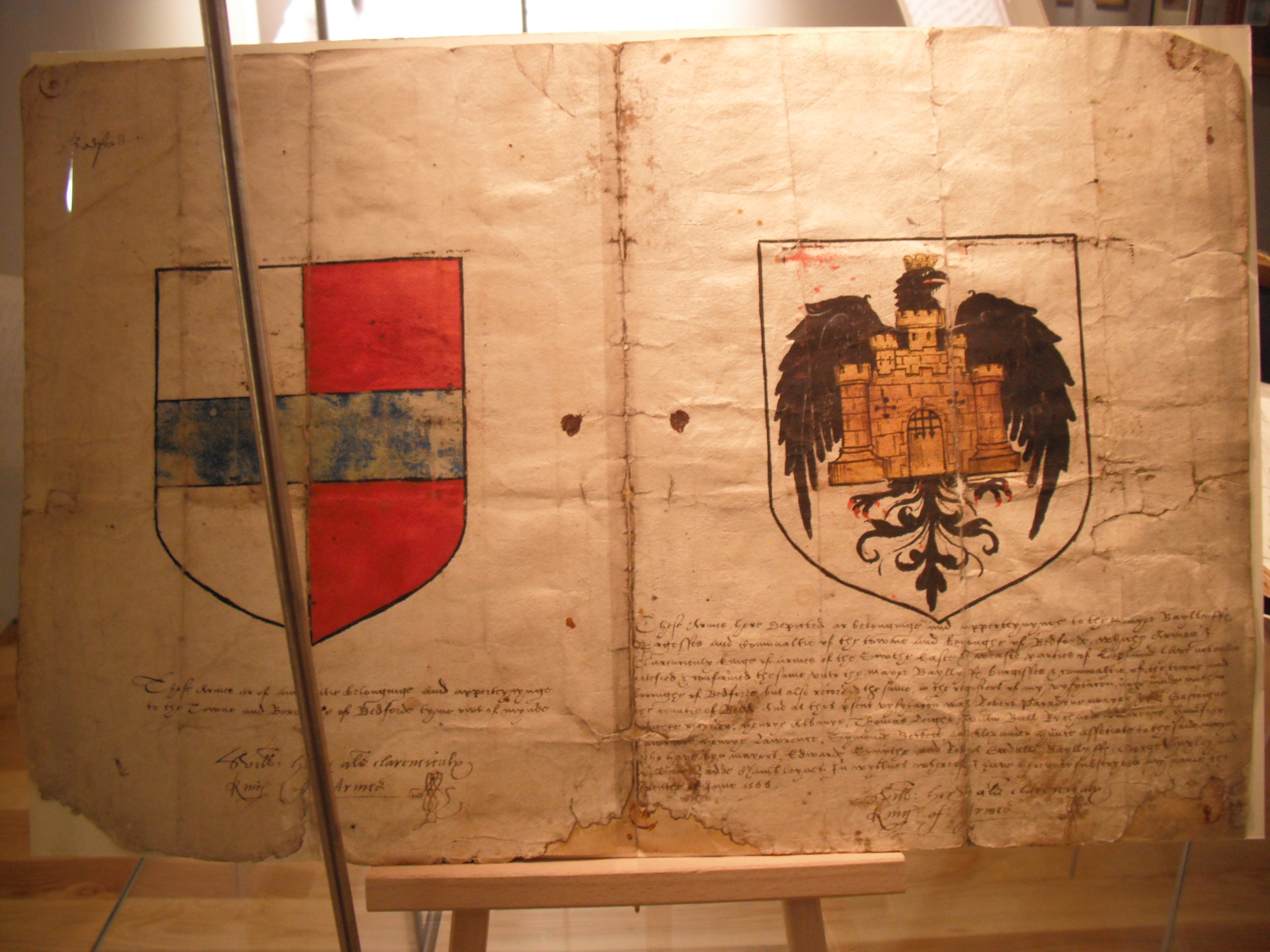
Carta de concessió de l'escut d'armes a la ciutat de Bedford.

Bedfordshire va patir greument en la guerra civil que va haver durant el regnat d'Esteve de Blois; el document de la tresoreria del 1165 mostra que les recaptacions al comtat havien baixat dos terços en referència al valor que tenia durant l'època del Danelaw. La primera guerra dels barons també va afectar negativament, el castell de Bedford va ser pres pels partidaris de Beauchamp i va ser l'escenari de tres setges abans que fos demolit per ordre del rei l'any 1224. La revolta dels camperols (1377–1381) no va ser tan violenta a Bedfordshire com als comtats veïns; als Annals of Dunstable no s'esmenta cap alçament sinó la petició d'una carta de llibertats per la ciutat.
Una àmplia part del comtat va estar subjecta a la llei de boscos reials fins al 1191.
L'any 1638 el rei Carles I va aplicar la taxa d'embarcacions a aquest comtat, sense l'aprovació del parlament i amb gran oposició per part dels ciutadans, fet que va suposar un dels motius que van portar a la guerra guerra civil anglesa.
Hi ha hagut alguns canvis en els límits fronteres, per exemple, l'any 1897 Kensworth i part de Caddington van ser territoris transferits del comtat de Hertfordshire. L'any 1875 la tradicional divisió en hundreds va quedar substituïda per: 6 districtes urbans i 9 districtes sanitaris. La llei de governs locals del 1894 va canviar l'organització en:districtes urbans i districtes rurals, cadascun representat per un conseller electe que formava part del consell del comtat. La llei de governs locals del 1972 va substituir l'anterior organització introduint el concepte d'àrees metropolitanes i des de llavors, encara que la principal autoritat és el consell del comtat de Bedfordshire, hi ha quatre àrees metropolitanes amb organismes de gestió propis: Luton Borough, 
Mid Bedfordshire district, South Bedfordshire district i North Bedfordshire Borough (rebatejat Borough de Bedford l'any 1992).

## Poblacions

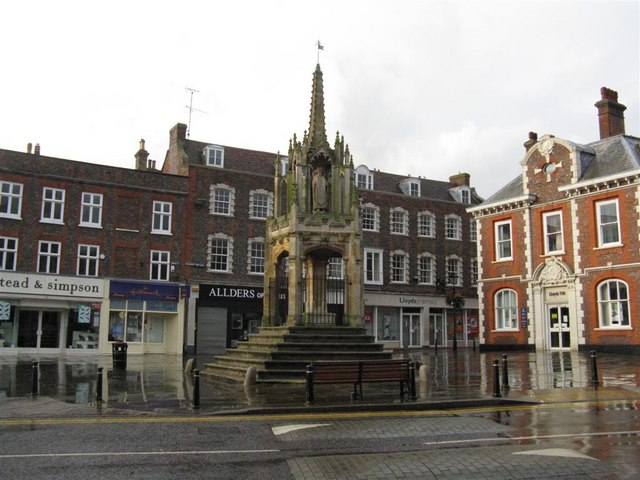
Plaça del mercat a Leighton Buzard.

Hi ha 125 municipis, el més poblat és Luton, amb gran diferència respecte dels altres; 32 dels quals configuren àrees urbanes. Els més poblats segons el cens del 2011 són:
- Luton (206.850 hab.)
- Bedford (78.750)
- Dunstable (33.805)
- Leighton Buzard (32.753)
- Kempston (19.375)

## Economia
La següent taula compara els valors econòmics del comtat, amb els de la regió, arrodonits i expressats en milions de lliures esterlines.
| any  | valor afegit brut regional | sector primari | sector secundari | sector terciari |
| ---- | -------------------------- | -------------- | ---------------- | --------------- |
| 1995 | 4.109                      | 81             | 1.584            | 2.444           |
| 2000 | 4.716                      | 53             | 1.296            | 3.367           |
| 2003 | 5.466                      | 52             | 1.311            | 4.102           |

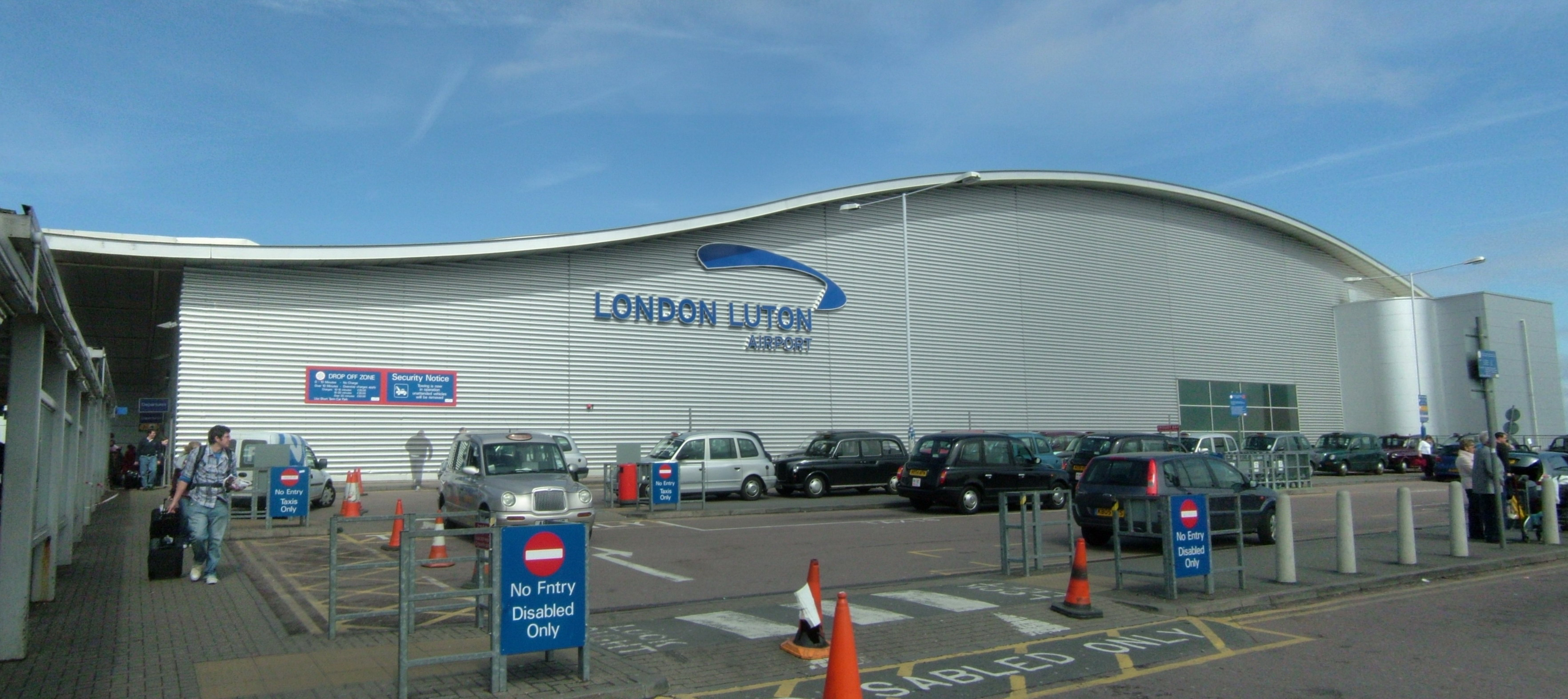
Aeroport de Luton

Bedfordshire és la seu d'important empreses nacionals i internacionals que tenen oficines en altres comtats. Autoglass (fabricant de vidre per a cotxes), Boxclever (electrònica de consum) i Charles Wells Ltd (cervesa i cerveseries) tenen la seva base a Bedford; Kier Group (construcció i enginyeria civil) i Kingspan Timber Solutions (subministrador de fusta i acer per a la construcció) tenen la seva seu a Sandy, i Jordans (fabricant de flocs cruixents de cereals) té la base a Biggleswade. Les companyies d'aviació EasyJet, Monarch Airlines i Thomson Airways, l'empresa dedicada a posar en contacte treballadors amb llocs de treball Impellam Group, i la constructora de vehicles Vauxhall Motors tenen la seva base a Luton. Whitbread, companyia que inclou la marca Costa Coffee és una empresa situada a la rodalia de Houghton Regis. UltraVision (lents de contacte) té la seu a Leighton Buzzard, mentre que Moto Hospitality (estacions de servei per autopistes) està a Toddington.